# Zone d'Evo
La zone d'Evo (finnois : Evon alue) est une zone forestière Natura 2000 située à Padasjoki et Hämeenlinna en Finlande,.
Elle doit son nom au village d'Evo.

## Présentation

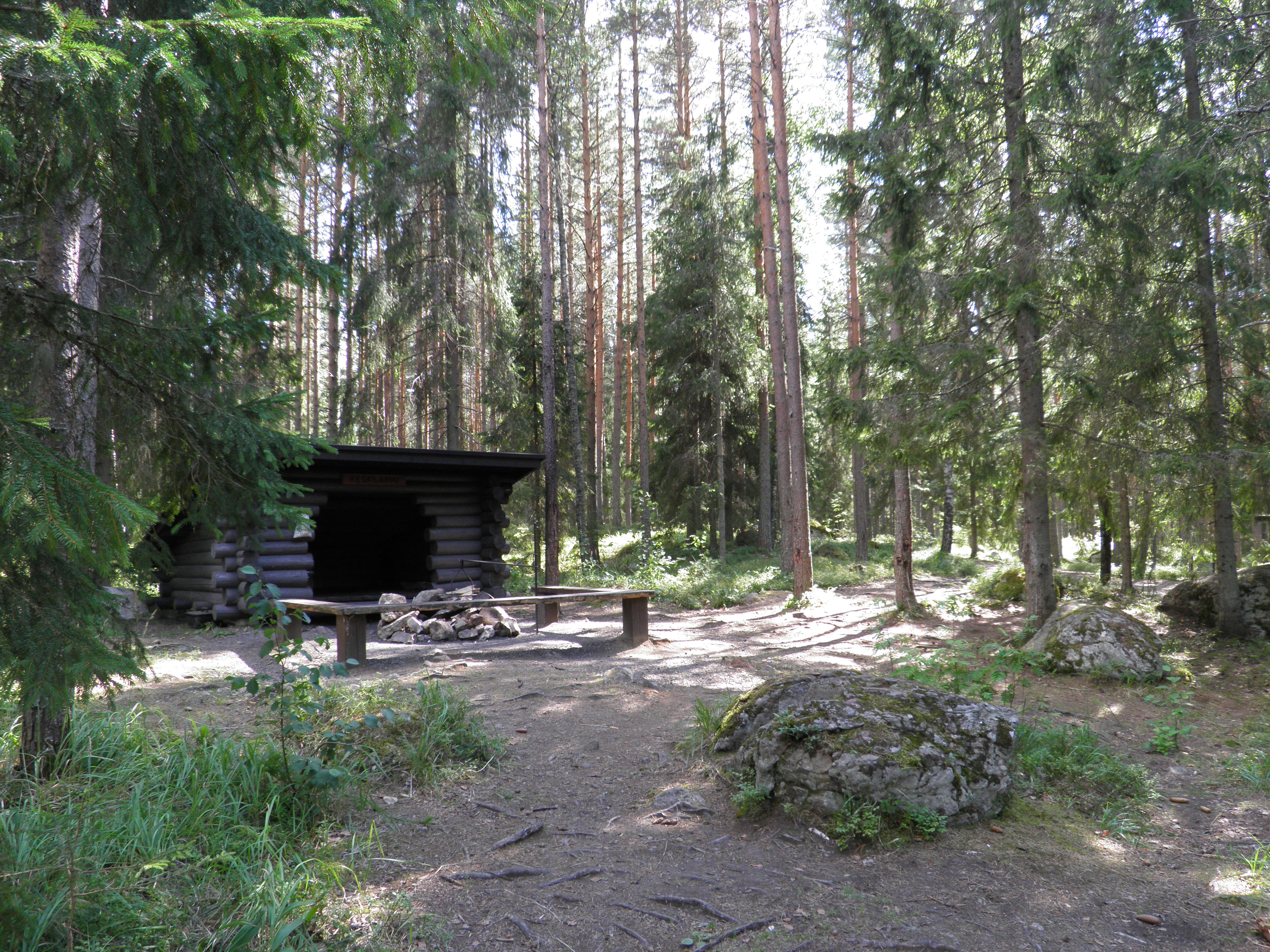
Forêt et remise dans la zone de randonnée Evo à Hämeenlinna

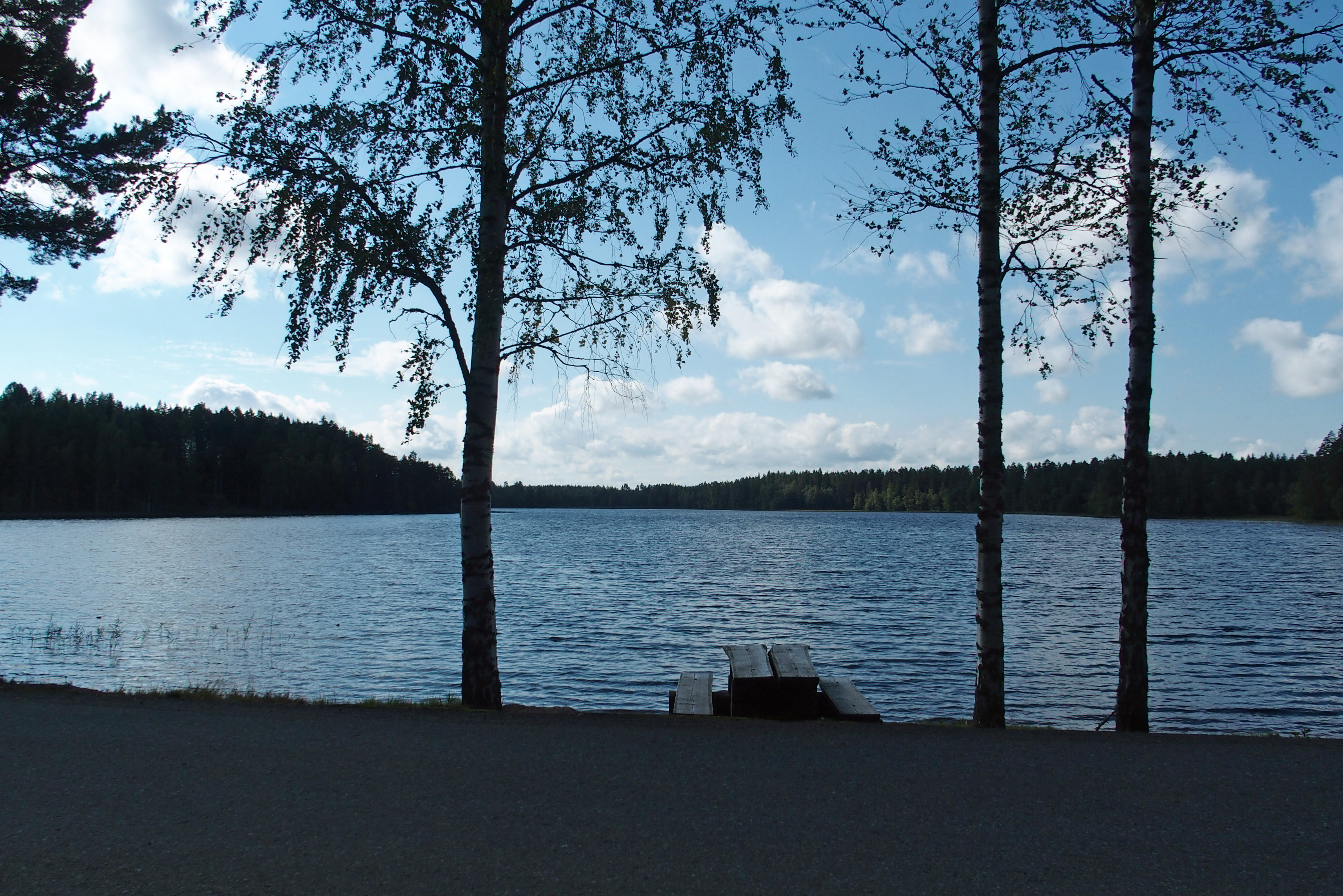
Le lac Alinen Rautjärvi vu du chemin Opistontie à Evo.

La zone d'Evo est située à la limite du Kanta-Häme et du Päijät-Häme, principalement à Lammi, Hämeenlinna et dans une moindre mesure à Padasjoki et Asikkala.
La réserve naturelle Natura 2000 est désignée FI0325001 et couvre une superficie de 7 860 hectares.

## Subdivisions
| Nom EVO-LIFE                 | Carte  |
| ---------------------------- | ------ |
| Eteläinen Syrjänharju        | [ 5 ]  |
| Haujärven lehto              | [ 6 ]  |
| Hokajärvi                    | [ 7 ]  |
| Jussinjärvi                  | [ 8 ]  |
| Kantola                      | [ 9 ]  |
| Karvalammin lähteikkö        | [ 10 ] |
| Konikorven keidassuo         | [ 11 ] |
| Kotisten suojelualue         | [ 12 ] |
| Luutaoja - Rusthollinkangas  | [ 13 ] |
| Luutaojan suu                | [ 14 ] |
| Majajärvi                    | [ 15 ] |
| Metsäsianharju               | [ 16 ] |
| Niemisjärvien alue           | [ 17 ] |
| Peikkovuori                  | [ 18 ] |
| Rahtijärvi                   | [ 19 ] |
| Ruuhijärvi                   | [ 20 ] |
| Savijärvi et Haarajärvi      | [ 21 ] |
| Silmäjärven suoyhdistymä     | [ 22 ] |
| Siperia                      | [ 23 ] |
| Sudenpesän kangas            | [ 24 ] |
| Syrjänalusen lampi           | [ 25 ] |
| Syrjänharju - Hattukivenmaa  | [ 26 ] |
| Särkijärvi et Huhmari        | [ 27 ] |
| Tuohimetsä                   | [ 28 ] |
| Tuohimetsä - Keltaoja        | [ 29 ] |
| Ylisen Rautjärven pohjoispää | [ 30 ] |

## Sentiers
Les principaux sentiers sont:
| Nom                      | Longueur |
| ------------------------ | -------- |
| Harjupolku               | 2 km     |
| Karhulenkki              | 6,3 km   |
| Majavapolku              | 3 km     |
| Metsäluontopolku         | 2 km     |
| Metsätaitorata           | 4 km     |
| Niemisjärven luontopolku | 3 km     |
| Savottapolku             | 4,2 km   |